# Fabula ”Corbul și vulpea”
Fabula ”Corbul și vulpea” este un film românesc din 2015 regizat de Vera Surățel. Rolurile principale au fost interpretate de actorii Vera Surățel.

## Distribuție
Distribuția filmului este alcătuită din:
- Vera Surățel — voce